# مجدول البيانات
مجدول البيانات في التنقيب عن البيانات هو برنامج يأخذ المحتوى من مصدر المعلومات وينشره على الخانات في جدول.